# Inshi no heya

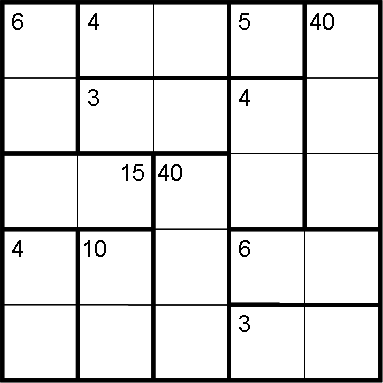
Um quebra-cabeça inshi no heya ainda não resolvido

Inshi no heya ( 因子の部屋 em japonês, literalmente "quartos dos fatores") é um tipo de quebra-cabeça de lógica publicado por Nikoli. O quebra-cabeça requer o uso de multiplicação para ser resolvido. Assim como o sudoku, é um problema lógico baseado em um quadrado latino.

## Regras
Inshi no heya é jogado em uma grade quadrada, dividida em "quartos" por linhas mais grossas. Uma das dimensões de cada quarto é sempre unitária, portanto cada quarto se estende em uma única linha ou coluna. A outra dimensão do quarto pode variar. Cada quarto se estende horizontalmente ou verticalmente, e tem um pequeno número que aparece no seu canto superior esquerdo ou direito.
O quebra-cabeça começa com todas as casas vazias. O objetivo é preencher todas as casas com um único dígito (de 1 a n, onde n é o comprimento da grade), tal que:
- Os números em cada quarto, quando multiplicados, resultem no número pequeno no canto superior do quarto
- Nenhum número apareça duas vezes em uma mesma linha ou coluna

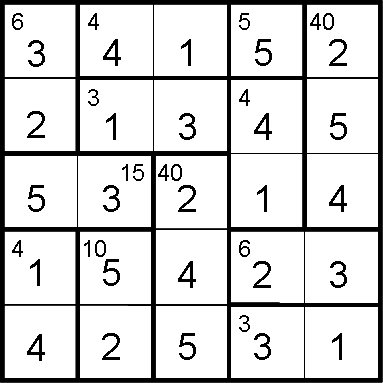
Inshi no heya resolvido

## Métodos de solução
Um lugar comum para iniciar são os quartos com apenas uma casa, pois eles podem ser preenchidos trivialmente. Em seguida, pode-se olhar para os quartos que só podem ser preenchidos por uma combinação específica de números que se multiplicam. Estes são, muitas vezes, quartos com números primos, mas também podem ser, por exemplo, um quarto de duas casas que resultam em 72, pois os dois números só podem ser 8 e 9.
As técnicas de "pares nus" e "pares ocultos", muitas vezes utilizadas em Sudoku, podem ser aplicadas aqui.
Uma técnica rara se baseia no fato de que o produto total de qualquer linha/coluna deve ser o mesmo. Por exemplo, em um inshin no heya 5x5, cada linha/coluna deve ter um produto de 120. Se qualquer linha/coluna de tal de quebra-cabeça tiver um quarto de 24 com 4 casas, então a casa restante deve ter o número 5 para satisfazer esta propriedade. Esta técnica também pode ser estendida para várias linhas/colunas.
O problema também pode ser resolvido com a ajuda de um programa, tentando várias combinações usando força bruta.

## História
Inshi no heya apareceu pela primeira vez na edição número 92 da revista Pazuru Tsūshin Nikoli. Embora o criador do jogo, Yano Ryūo, quisesse originalmente chamar o quebra-cabeça de insū bunkai (fatoração), o editor resolveu chamá-lo de inshi no heya, que significa "quartos dos fatores", e soa menos técnico. Por fazer sucesso com leitores, o problema continuou a ser publicado nas edições de 92 a 108, ao lado de outros problemas matemáticos. A partir da edição 109, o puzzle é publicado ocasionalmente.